# Tingstäde kyrka

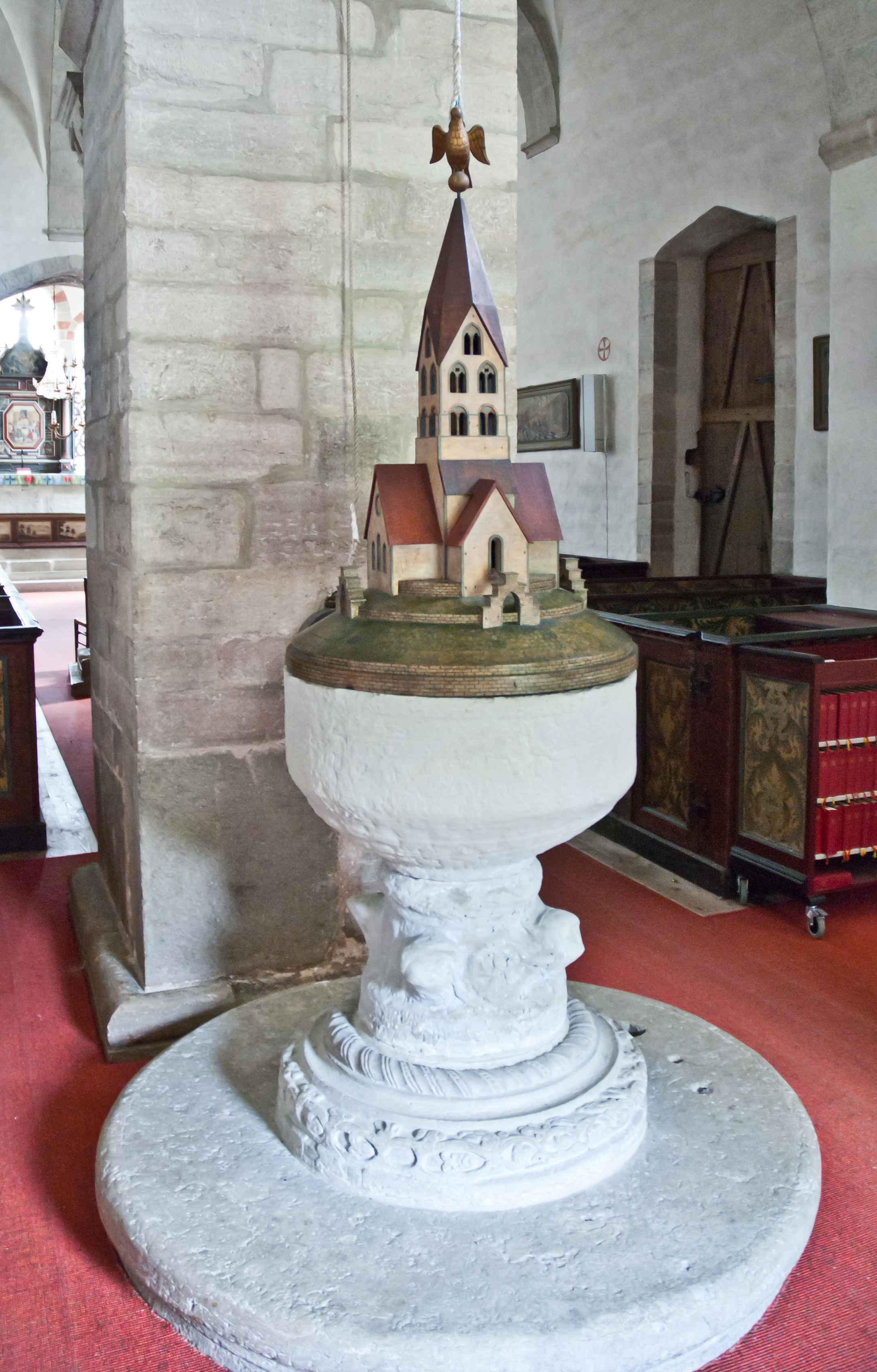
Dopfunten, med det mycket speciella dopfuntslocket.

Tingstäde kyrka är en kyrkobyggnad i Tingstäde på Gotland. Kyrkan, som tidigare tillhörde Tingstäde församling, är en av de största medeltida landsbygdskyrkorna på ön. Den syns vida omkring, och det 55 meter höga tornet har fungerat som sjömärke, trots att kyrkan ligger tio kilometer från närmaste kust.
Kyrkans äldsta delar dateras till cirka 1200 med hjälp av de av mästaren Calcarius I utförda skulpturerna.

## Kyrkobyggnaden
Kyrkan är uppförd under olika perioder.  Långhuset  som är kyrkans äldsta del var ursprungligen försett med ett kor  med absid.Dess portal med  "Guds lamm"  i relief är bevarad som ingång till sakristian. Under 1200-talets mitt uppfördes det nuvarande rakslutande koret, sakristian  och den nedre delen av tornbyggnaden. Den övre delen av tornet med sin höga spira och gotiska ljudöppningar fullbordades under 1300-talet. 
Kyrkobyggnadens har flera vackra  romanska  portaler. Den förnämsta är portalen i väst skall ha huggits med brudportalen i Visby domkyrka  som förebild.
Långhusets valv som är fyra till antalet bärs upp av en kraftig mittkolonn. Dess kapitäl pryds av figurskulpturer i form av örn, en narr, bock och en liten figur kallad Törnutdragaren ( en symbol för liderligheten). Kyrkan uppvisar medeltida helgonbilder utförda under 1300-talet på tornkammarens väggar. Dessa målningar kompletterades i början av  1700-talet  med en rankbaldakin efter medeltida förebild samt en dramatisk målning i tornkammare hur Jesus driver ut månglarna ur templet.

## Inventarier
Dopfunten är från 1100-talet och är huggen av mästaren Majestatis. Det mycket speciella dopfuntslocket är en kopia av ett original som numer är placerat i Gotlands fornsal. Bland övriga utsmyckningar märks också ett triumfkrucifix från den första halvan av 1300-talet. Altaruppsatsen i trä tillkom under 1700-talet och är målad av Johan Weller 1780. Centralmotivet utgörs av "Nattvardens instiftelse." Det är troligt att även predikstolen tillverkats av samme snickare som utfört altaruppsatsen. Större delen av bänkinredningen har anor från 1600-talet. En svit bilder på norra väggen härrör från en tidigare läktarbarriär och har målats av J.Weller. 

### Orgel
- 1882 byggde Salomon Molander en orgel med sex stämmor.
- 1929 byggde Åkerman & Lund Orgelbyggeri en orgel med nio stämmor.
- 1973 byggde Anders Perssons Orgelbyggeri en mekanisk orgel, som 1995 flyttades till Vallstena kyrka.

| Manual       | Pedal      | Koppel  |
| Gedakt 8’    | Subbas 16' | Man/Ped |
| Principal 4’ |            |         |
| Rörflöjt 4’  |            |         |
| Waldflöjt 2' |            |         |
| Cymbel II    |            |         |

- Den nuvarande orgeln tillkom 1995 och är byggd av Nye Orgelbyggeri.[3]

## Asylkyrka
Tingstäde var en av Gotlands tre asylkyrkor, där en dråpare kunde få skydd under 40 dagar. Under denna tid kunde offrets och gärningsmannens släkter förhandla fram villkor för en förlikning och bestämma bötesbeloppets storlek. Troligtvis har detta bruk uppkommit för att förhindra att ödeläggande blodshämnder skulle plåga ön. De andra två asylkyrkorna var Fardhems kyrka för den södra delen och Atlingbo kyrka för den mellersta.

## Övrigt
År 2003 installerade 3GIS en basstation för 3G-telefoni i kyrkans torn. På en av våningarna i tornet byggdes ett teknikskåp (tillverkat av Emerson Electric Co) och på planet ovanför monterades antenner för radiokommunikation och transmission. Antennerna målades därefter in i tornets färger för att smälta in bättre.

## Interiör

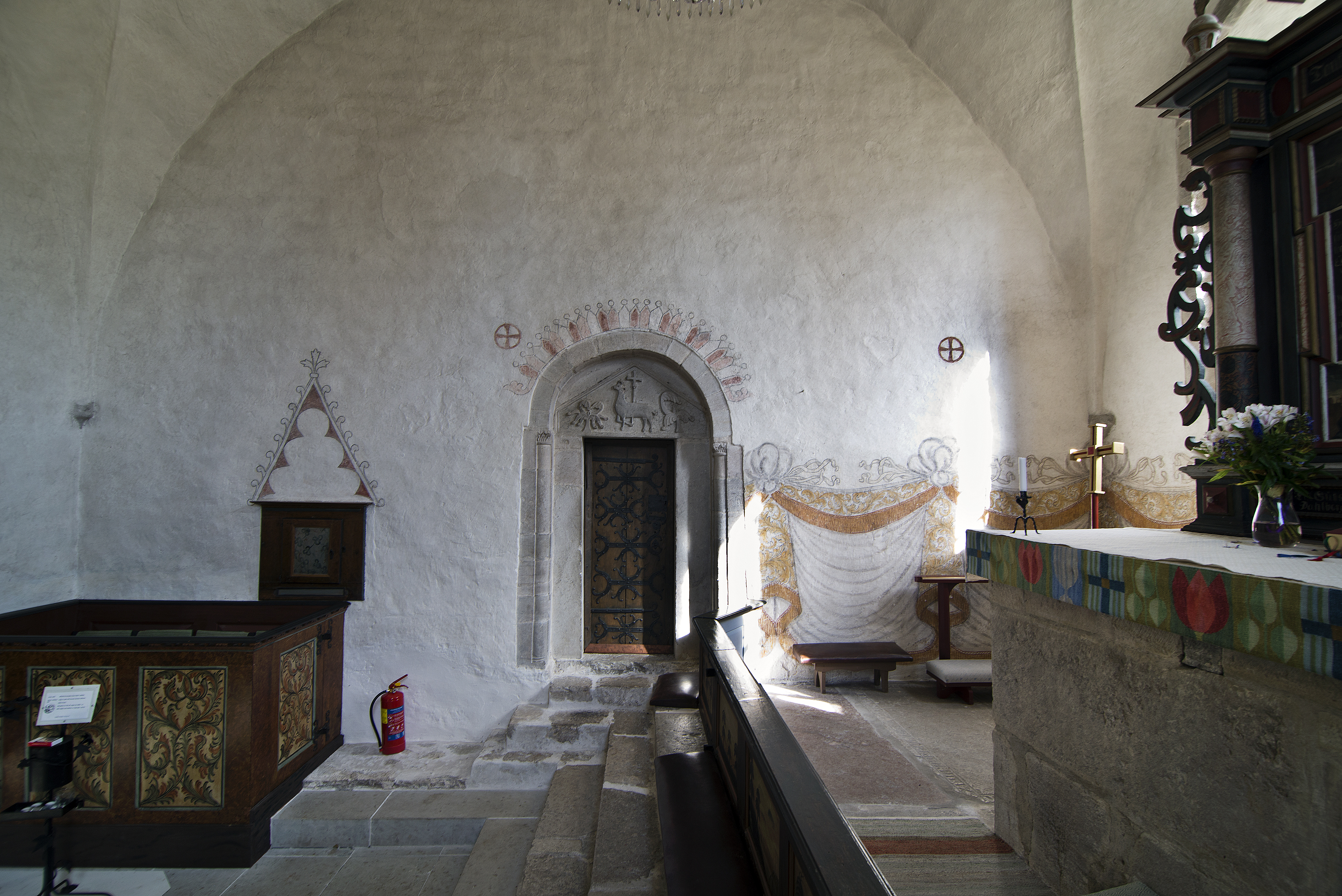
Ingång till sakristian.
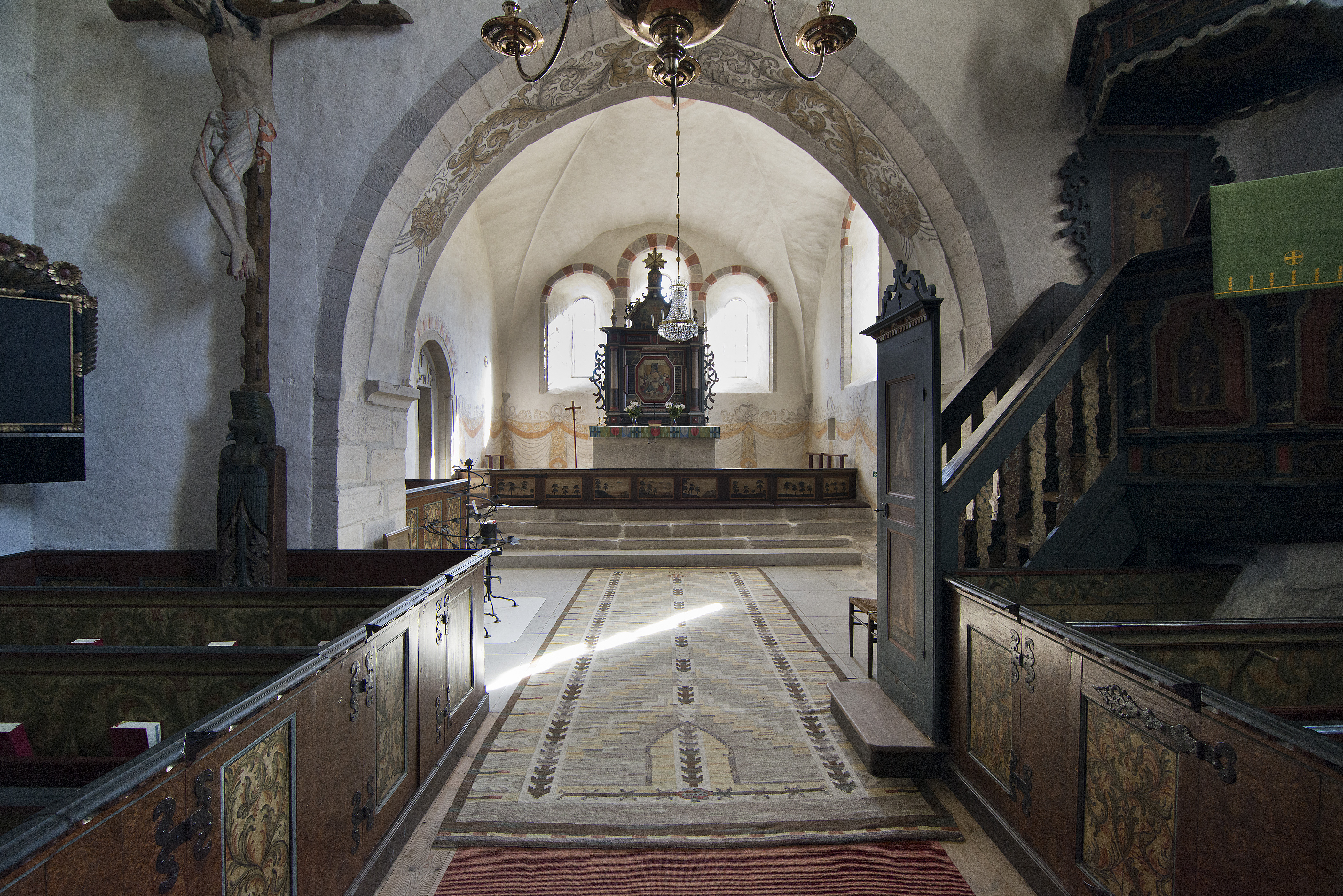
Kyrkorummet mot öster.
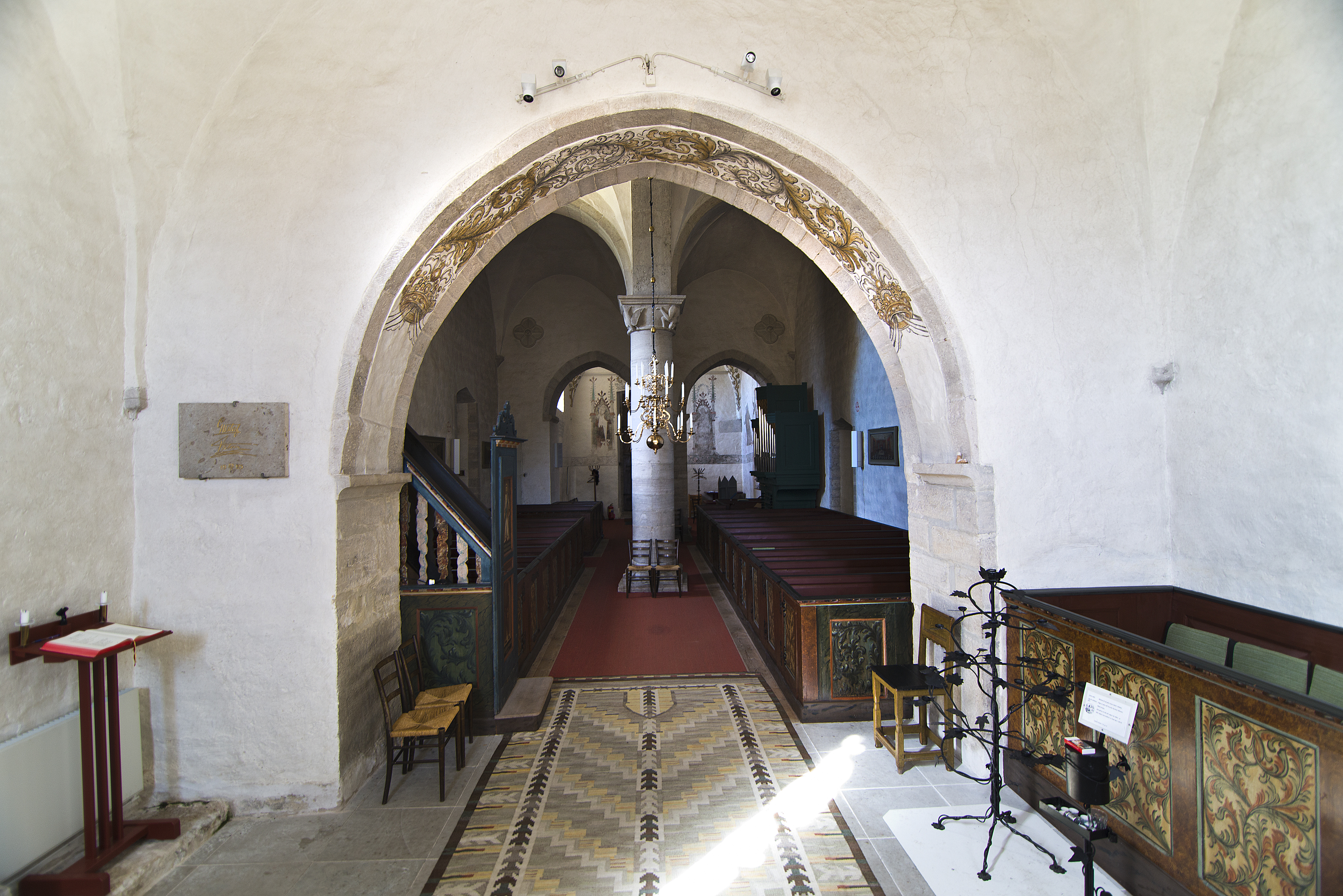
Kyrkorummet från koret.
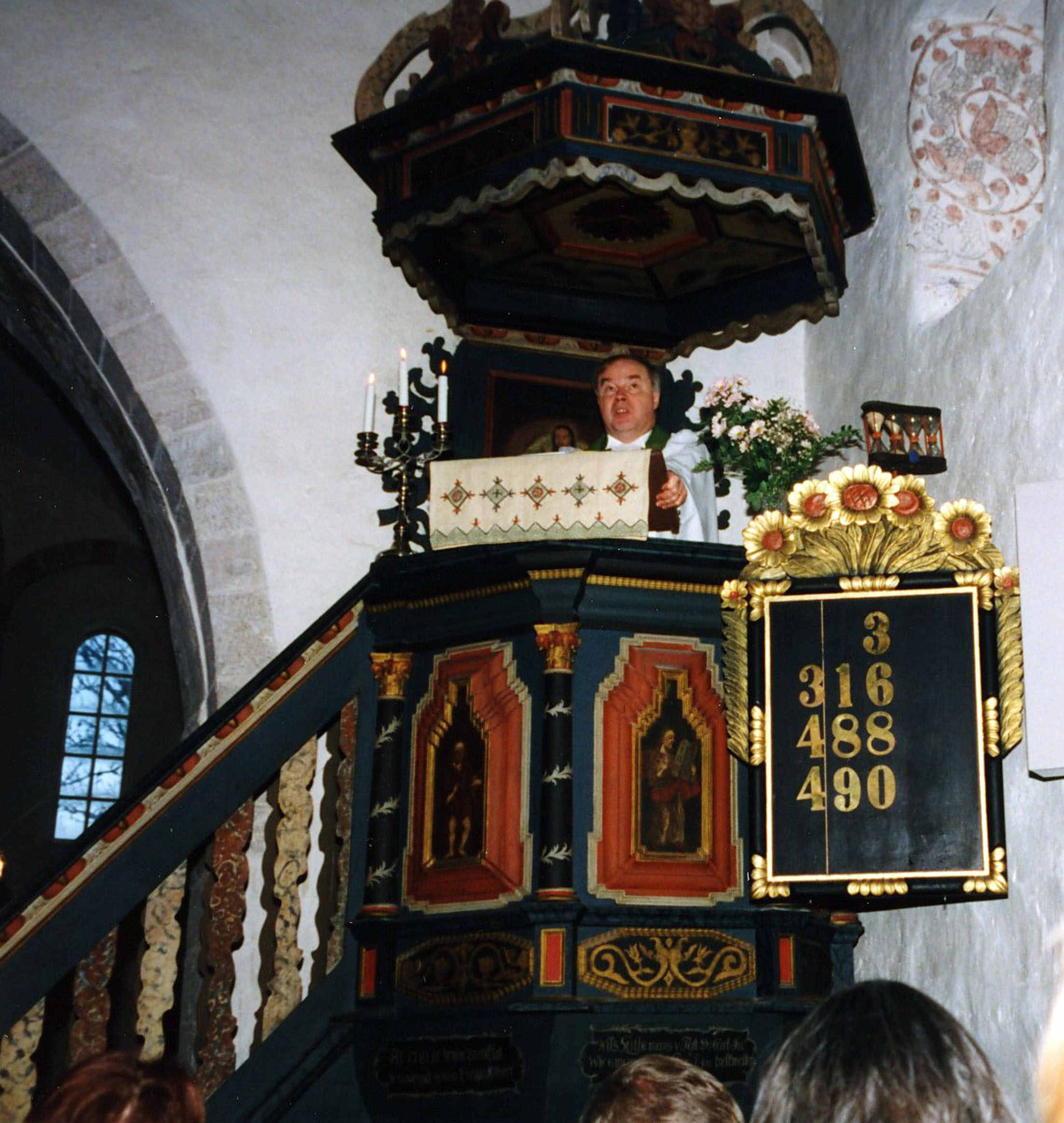
Predikstolen.
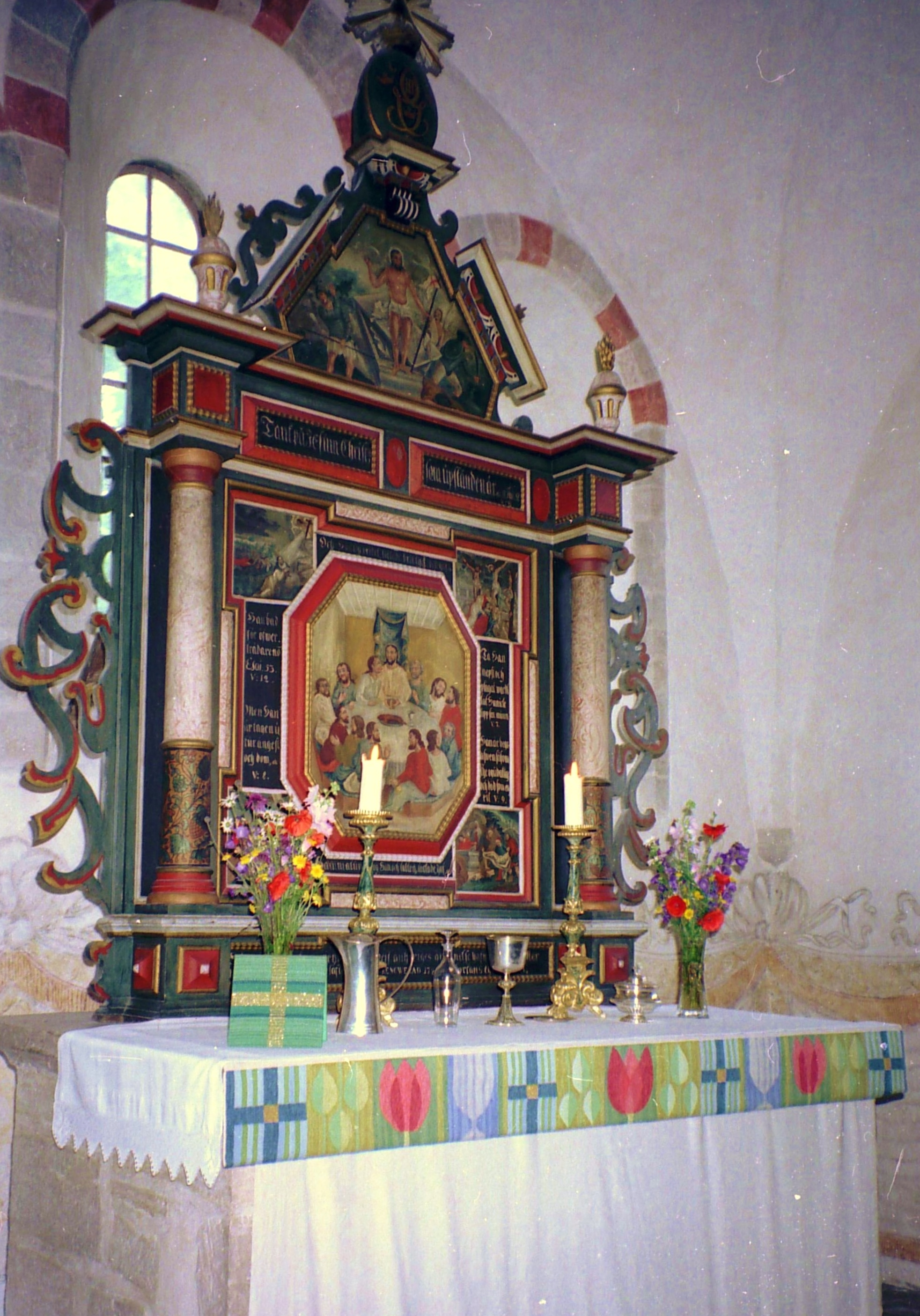
Altaruppsats från 1700-talet med målning av Johan Weller.
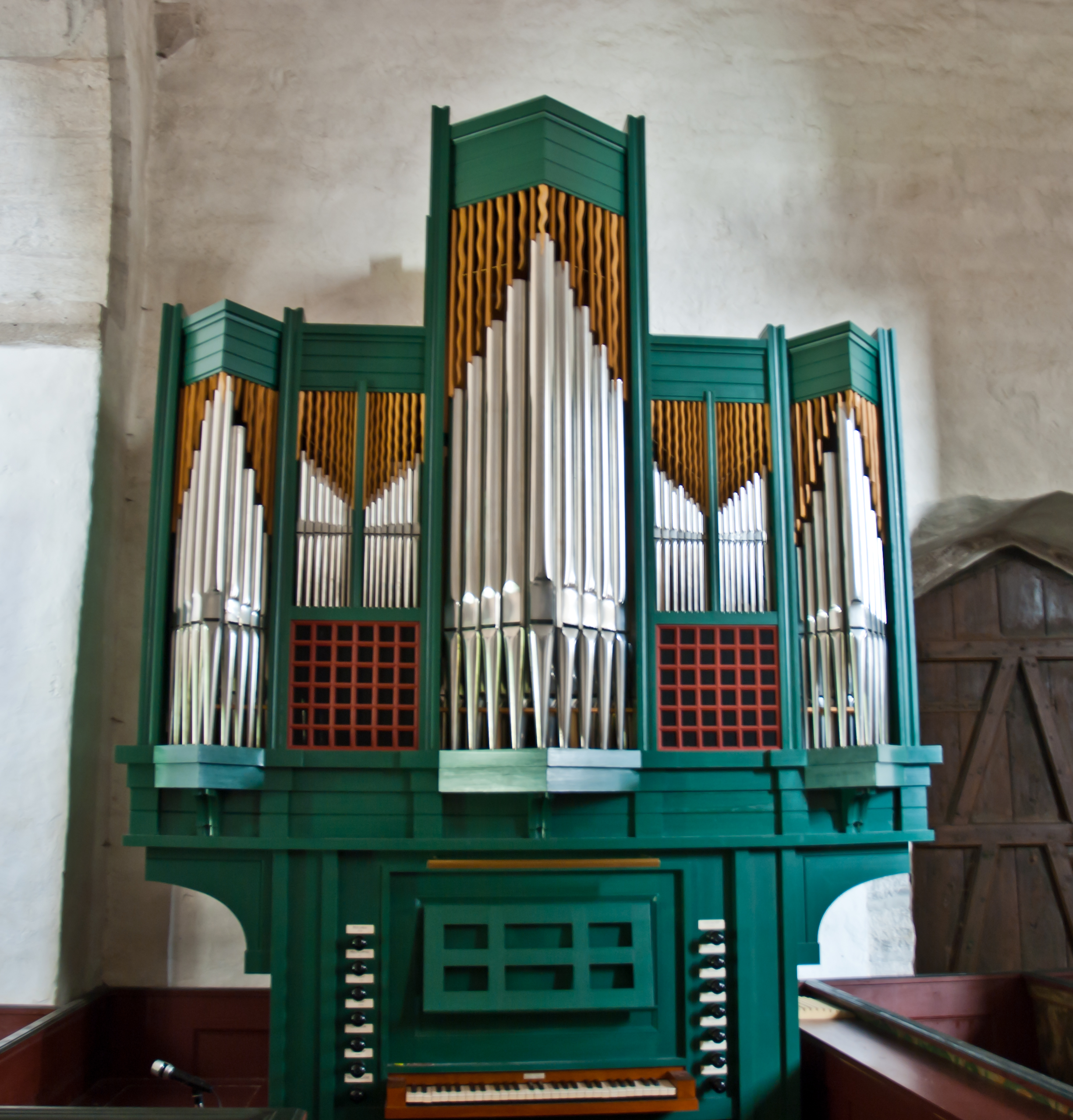
Orgeln.
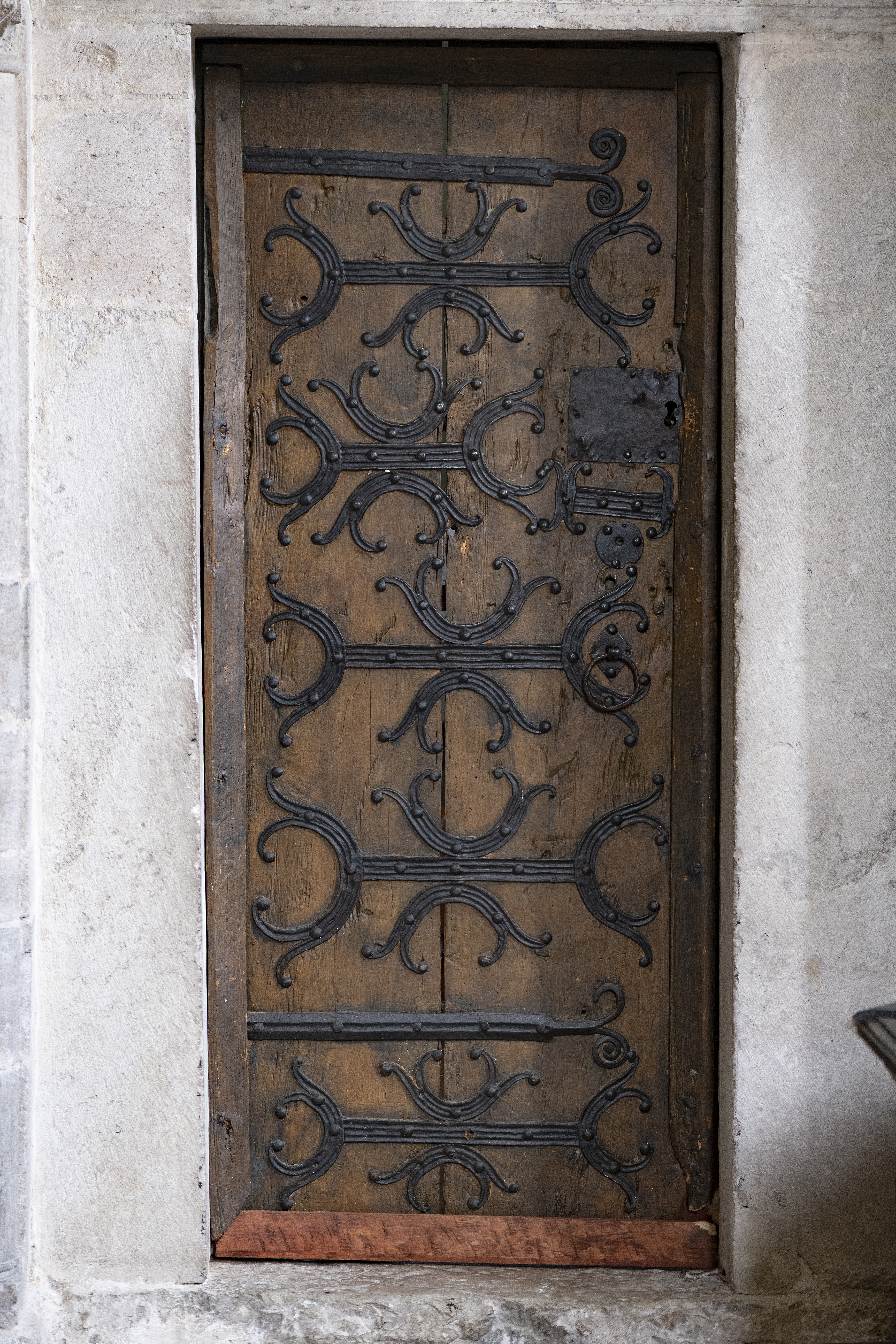
Dörr till sakristian.
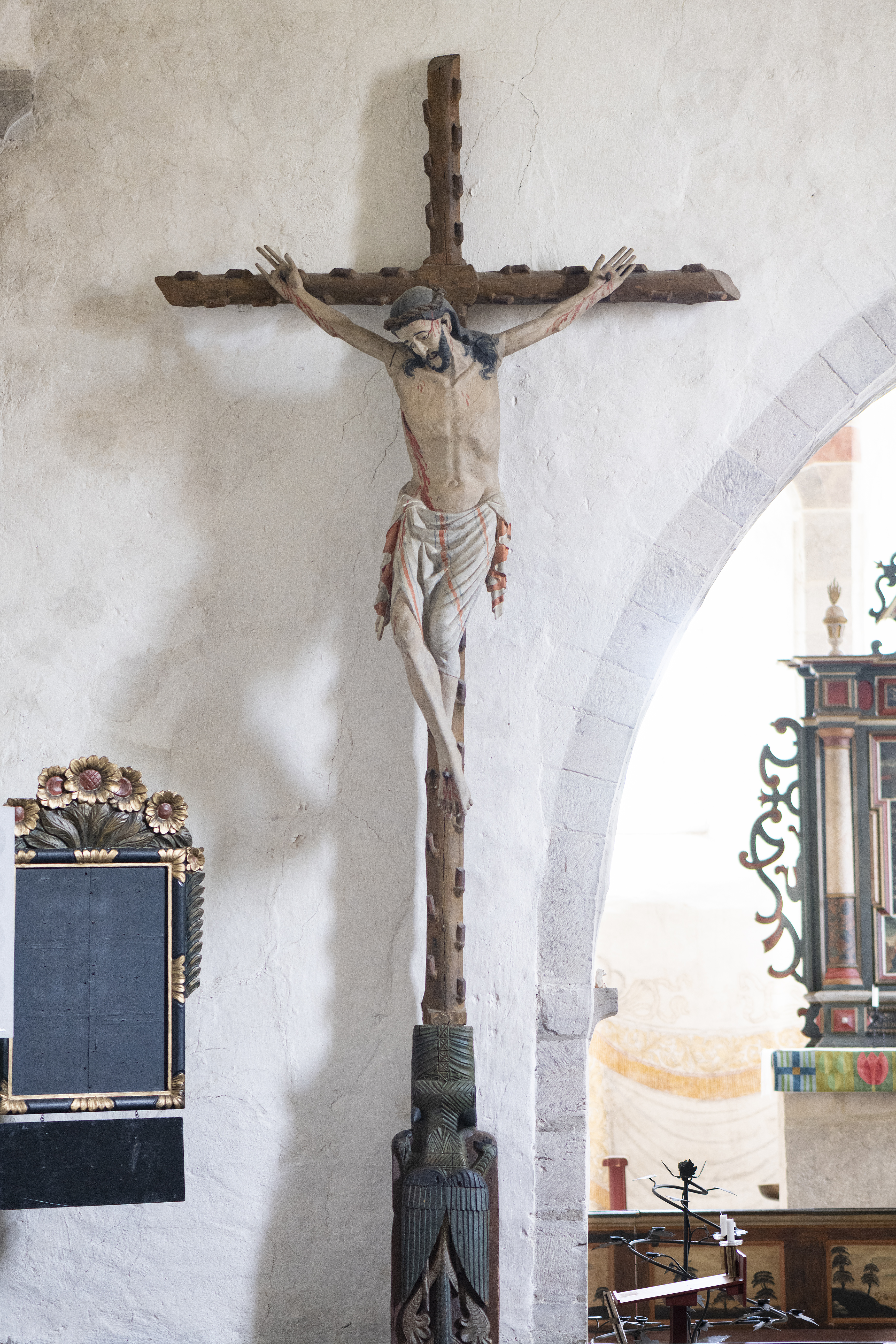
Triumfkrucifix.
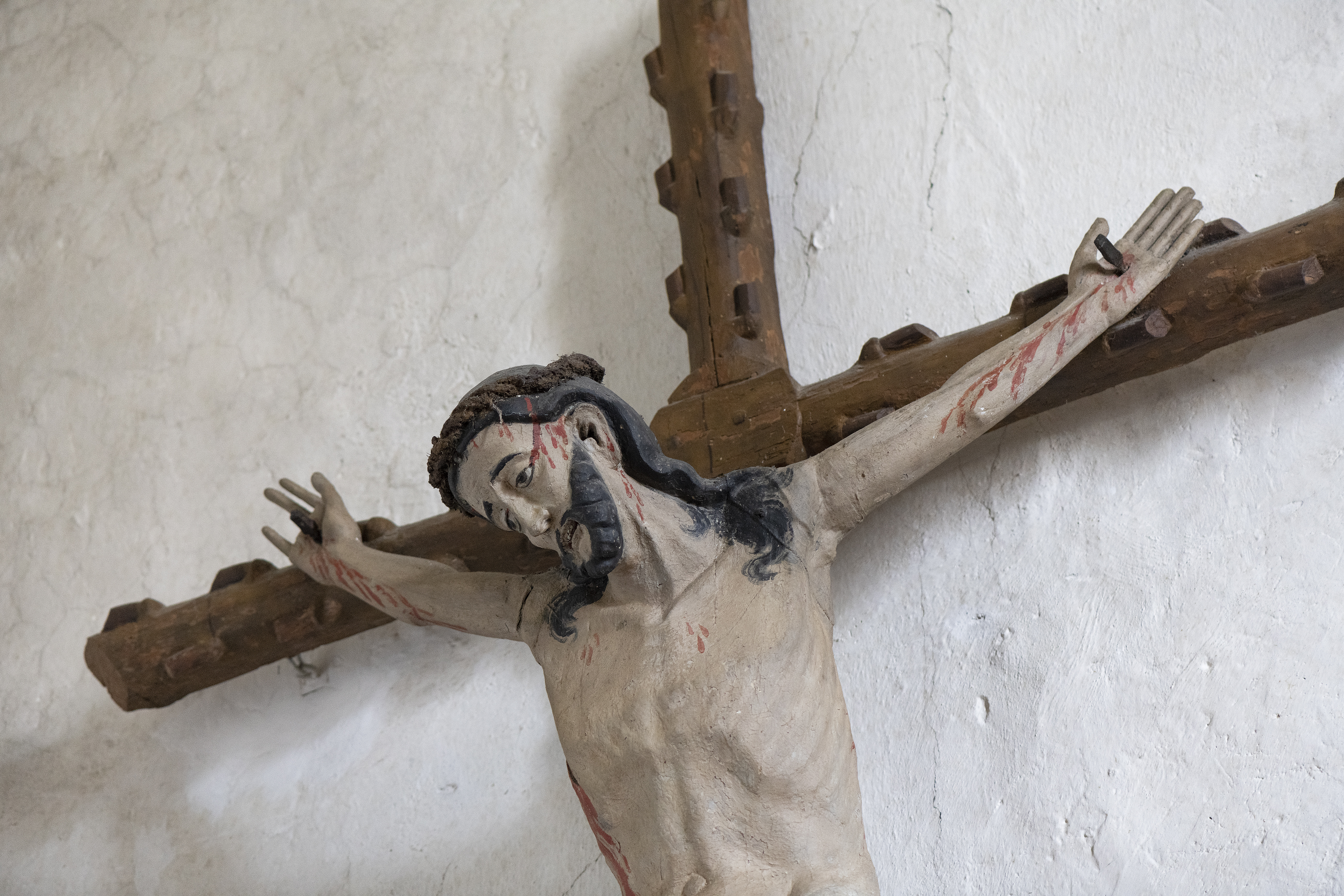
Triumfkrucifix.
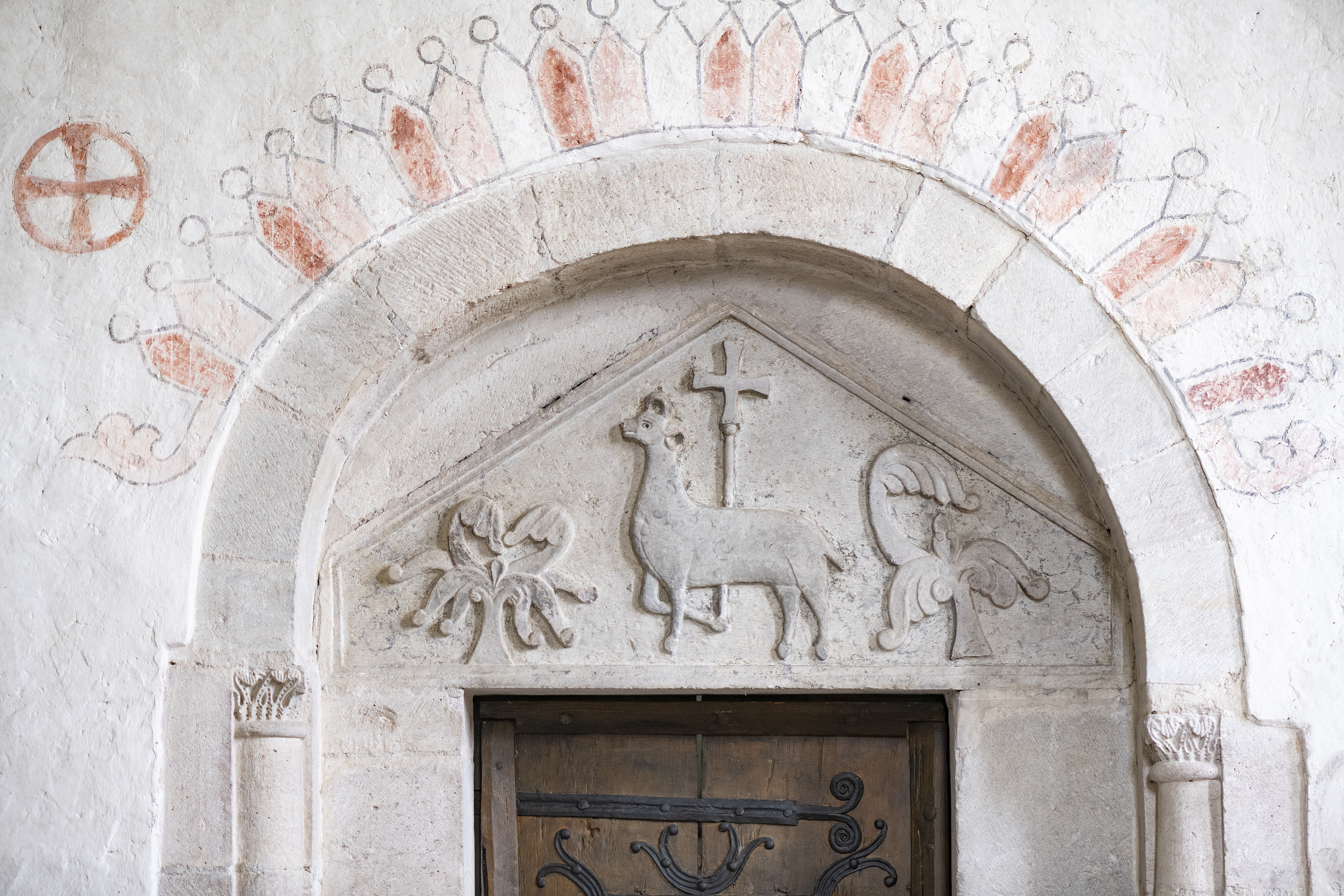
relief över sakristiedörren.

## Exteriör och kyrkogård

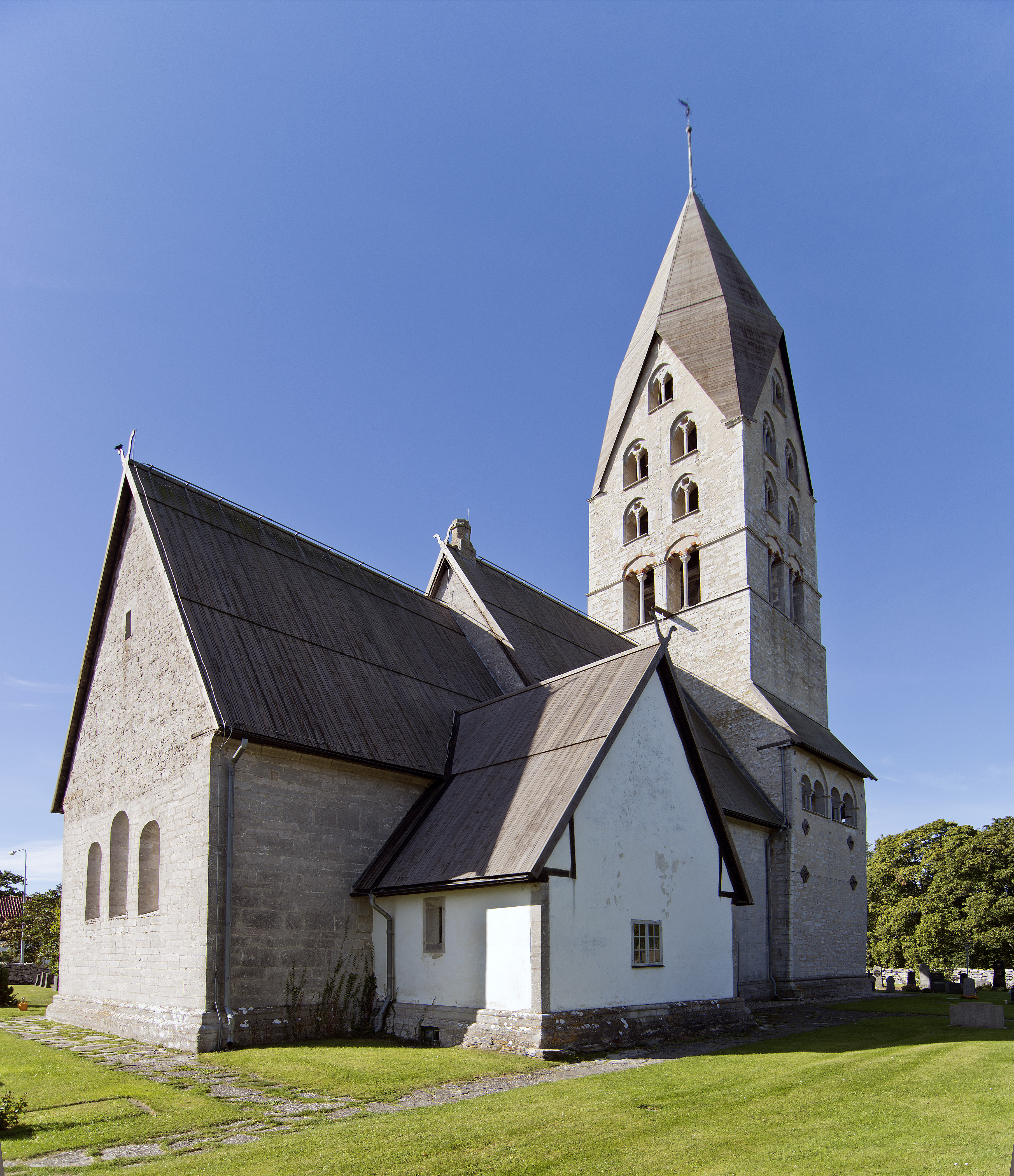
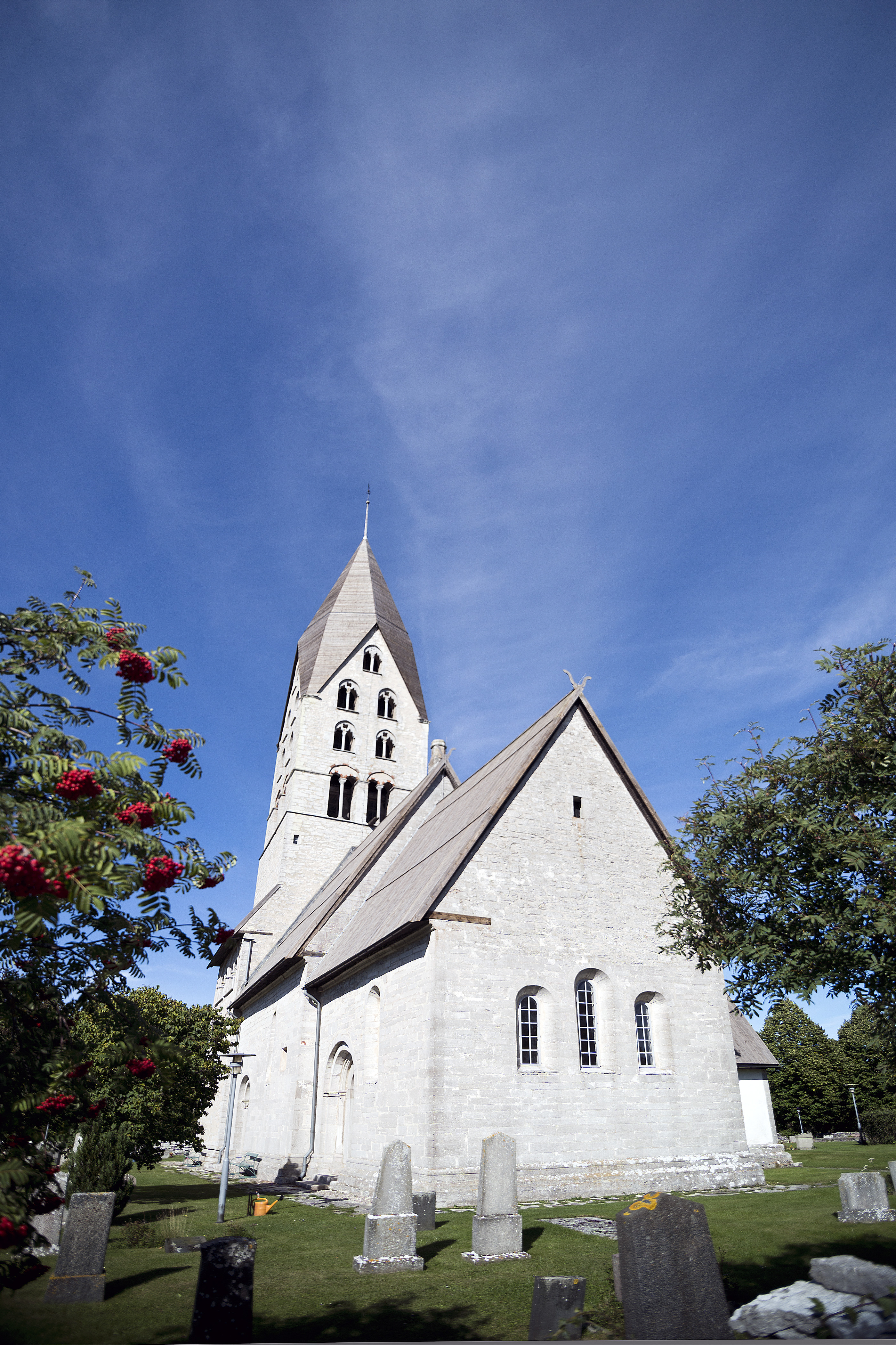
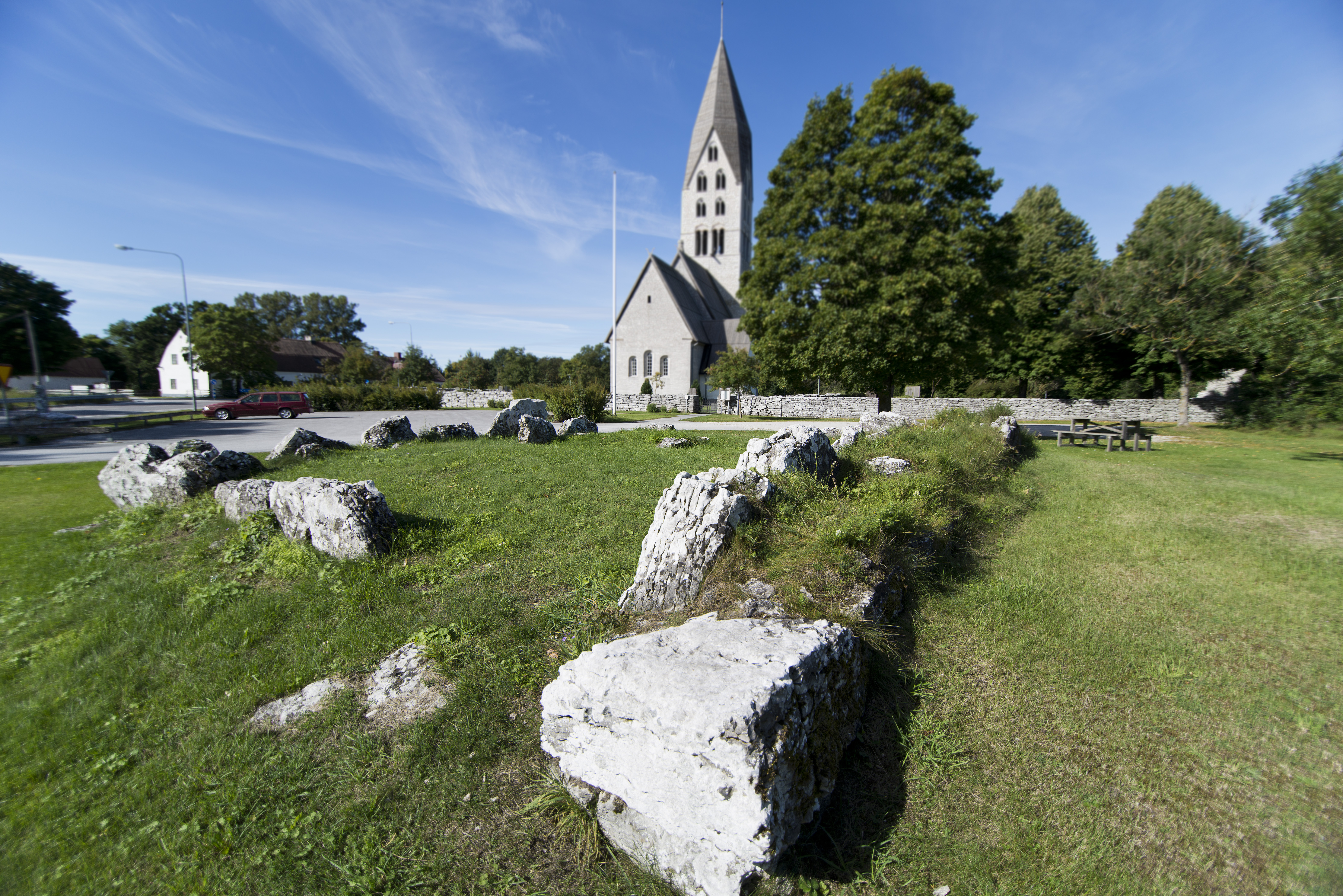
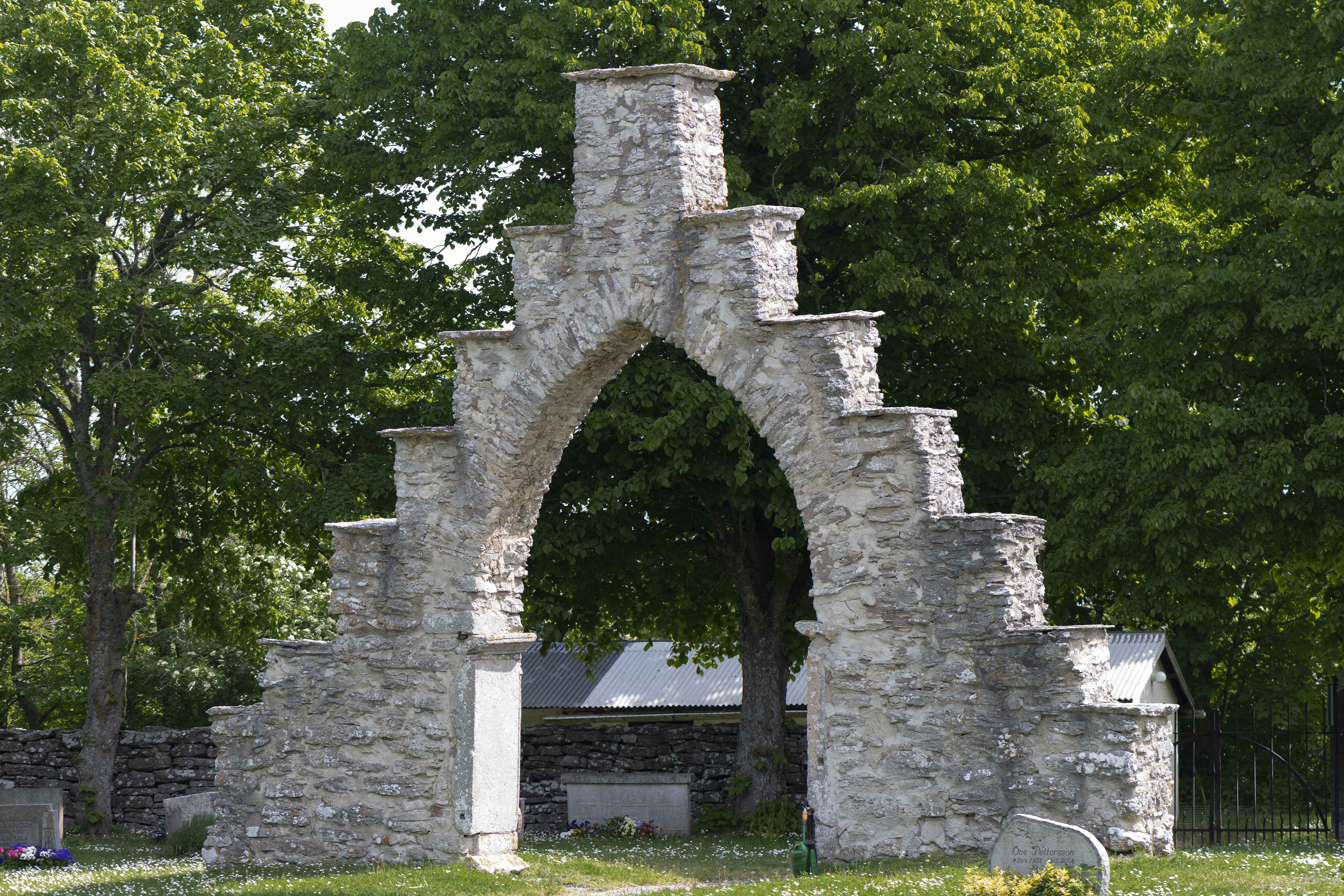
Gårdsport på Tingstäde kyrkogård.
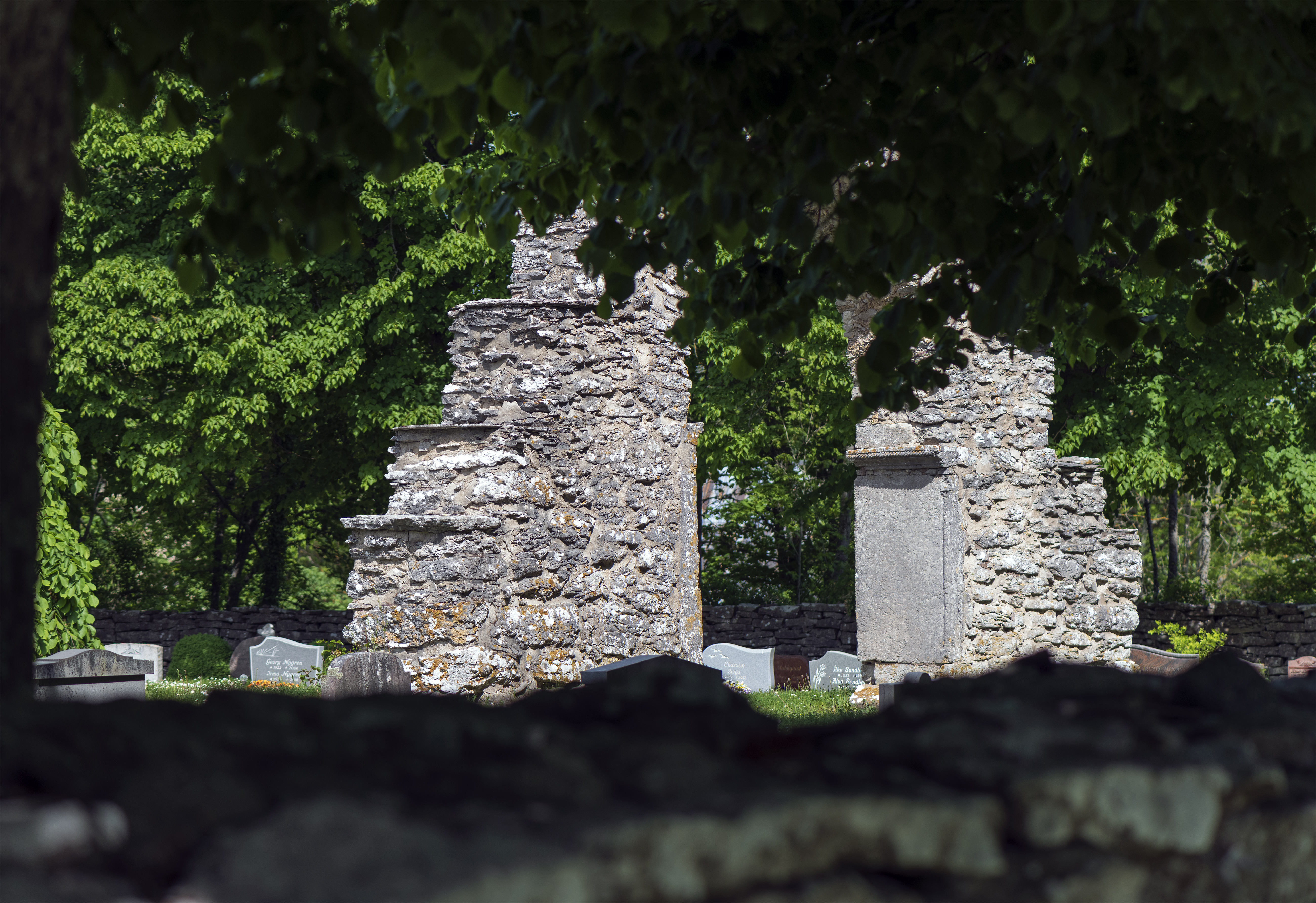
Gårdsport på Tingstäde kyrkogård.
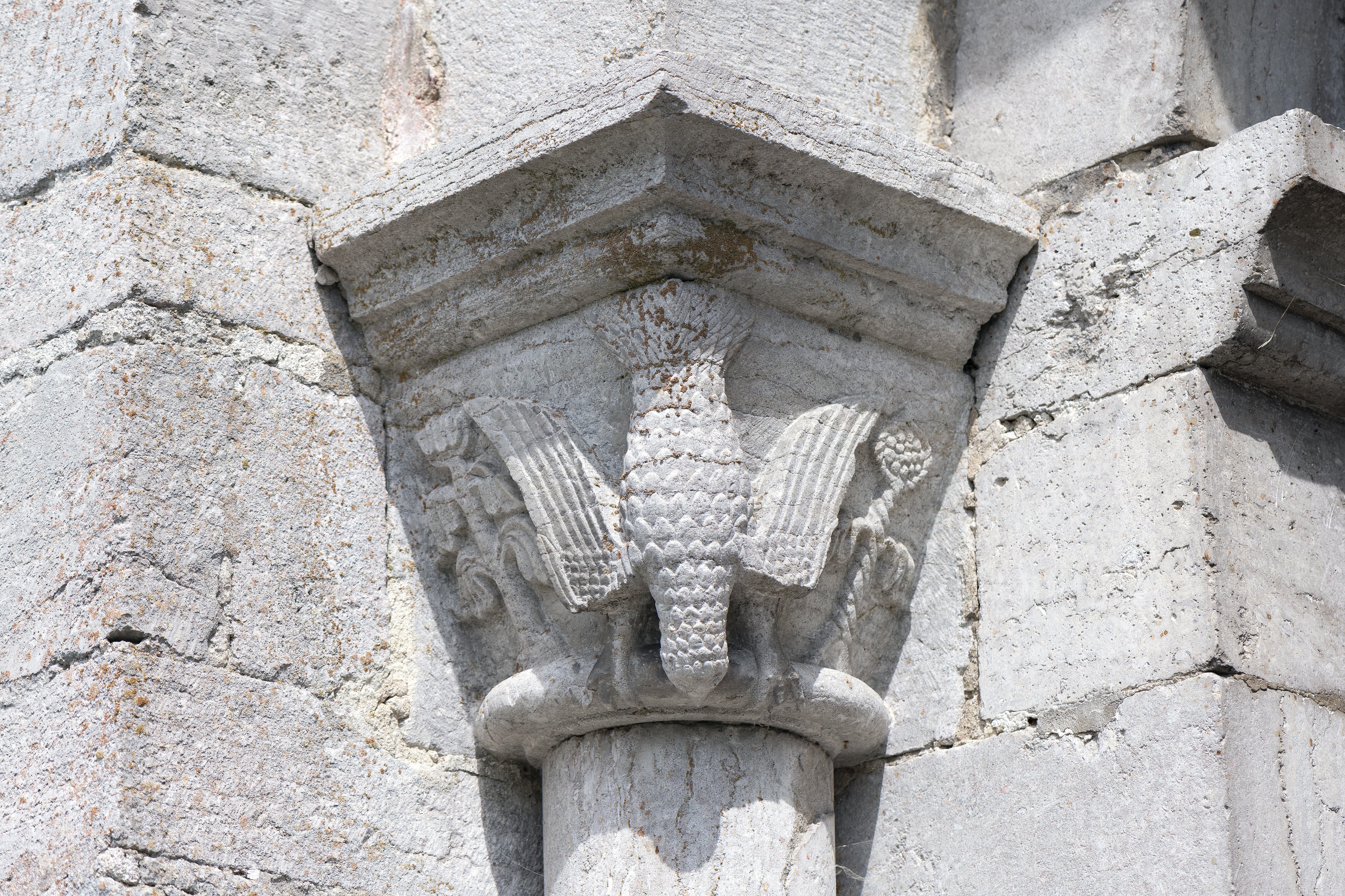
Detalj sydportal.
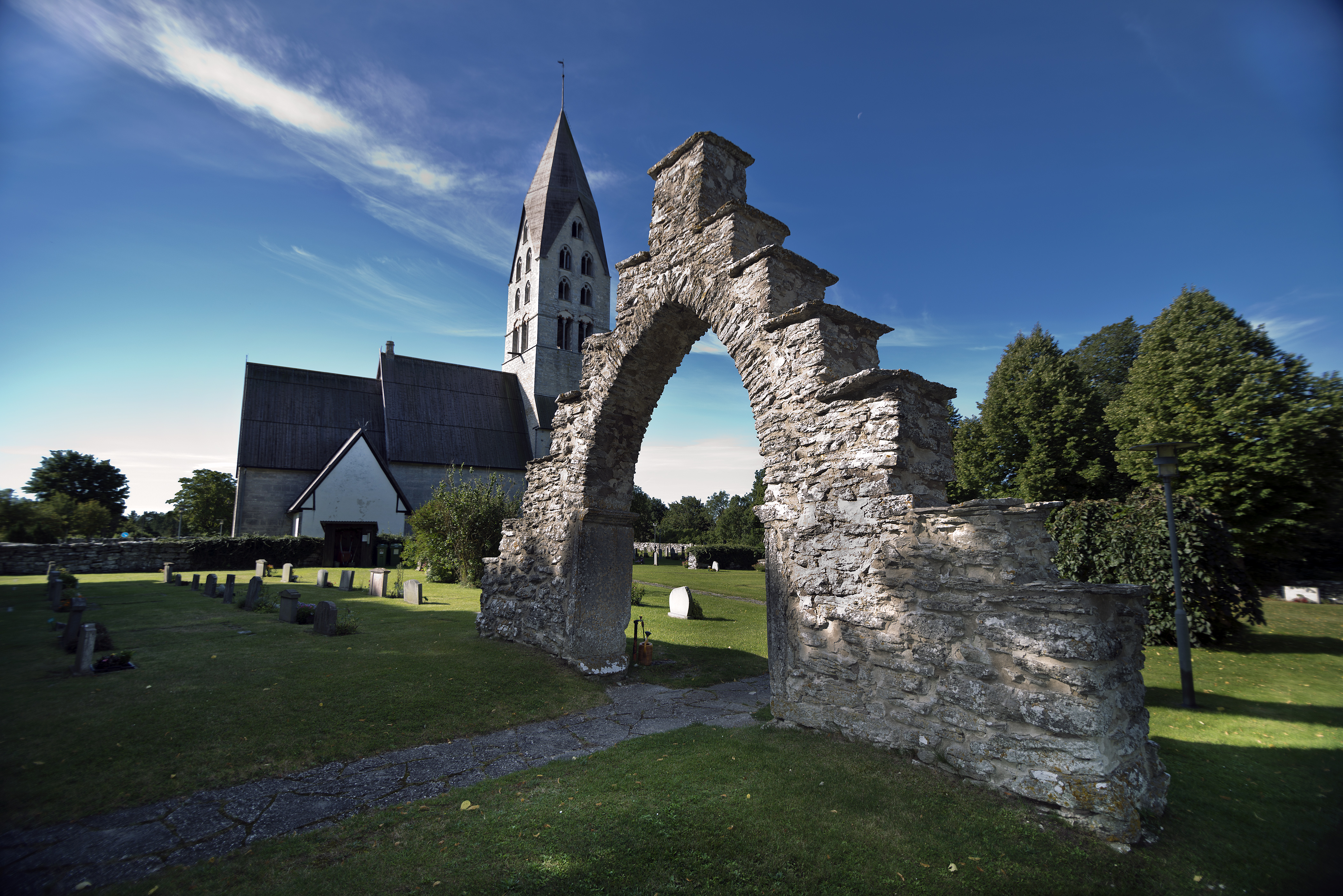
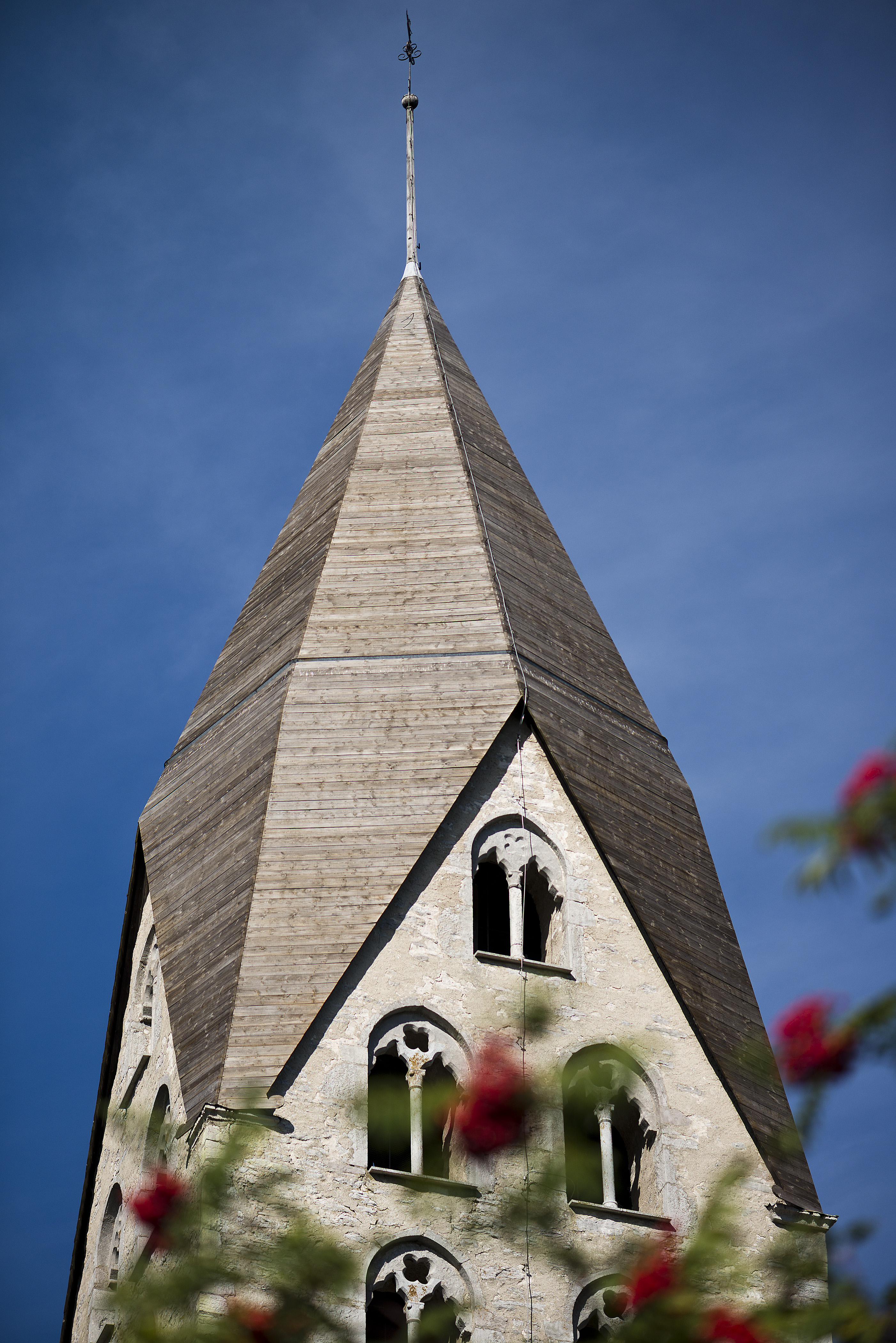
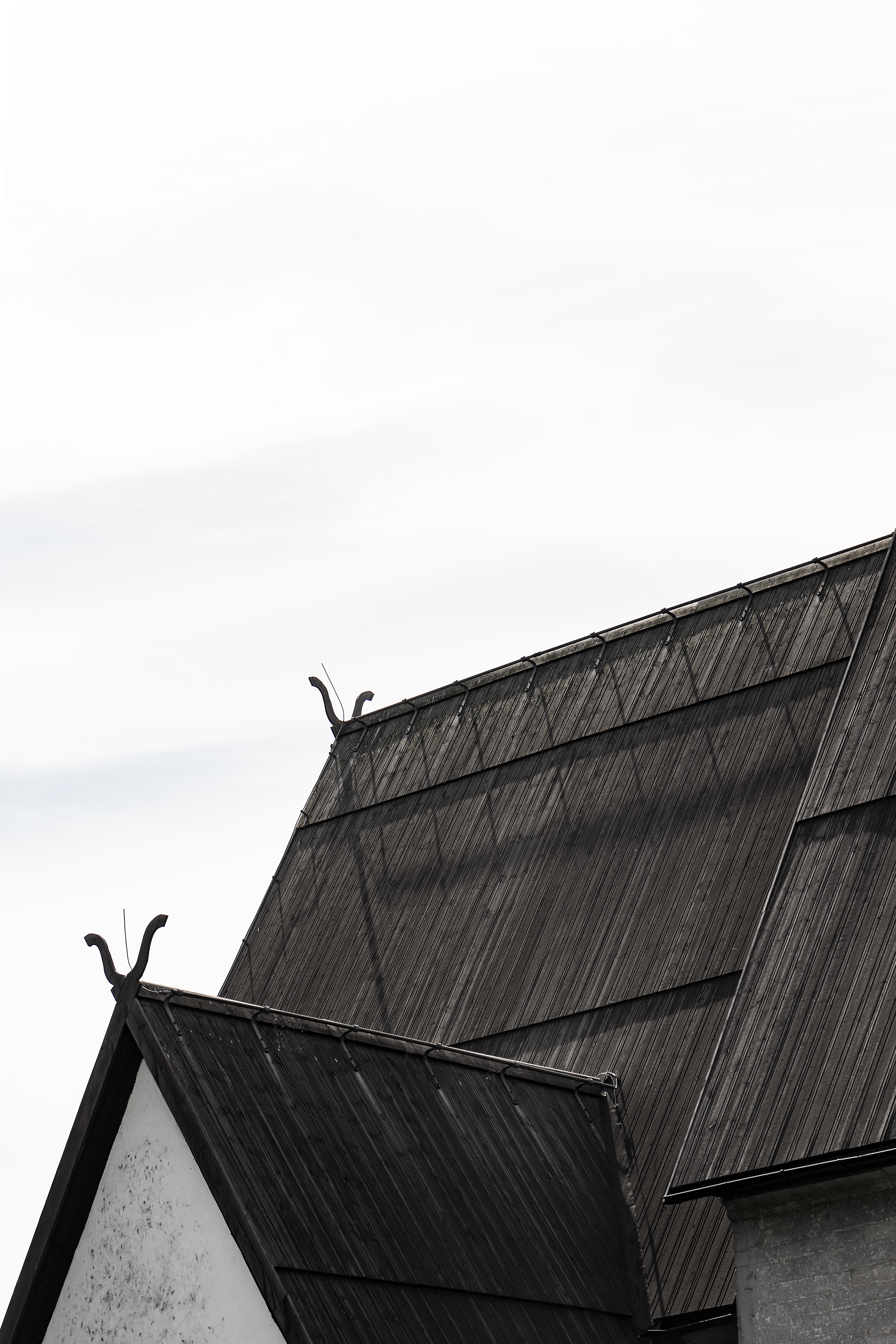
Kyrktak.